# Stylopathes litocrada
Stylopathes litocrada är en korallart som beskrevs av Opresko 2007. Stylopathes litocrada ingår i släktet Stylopathes och familjen Stylopathidae. Inga underarter finns listade i Catalogue of Life.